# Yucca filifera
Yucca filifera là một loài thực vật có hoa trong họ Măng tây. Loài này được Chabaud miêu tả khoa học đầu tiên năm 1876.

## Hình ảnh

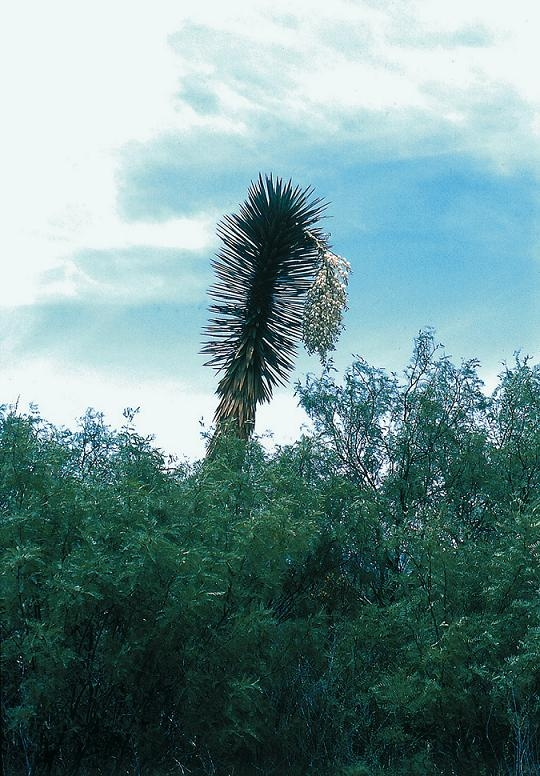
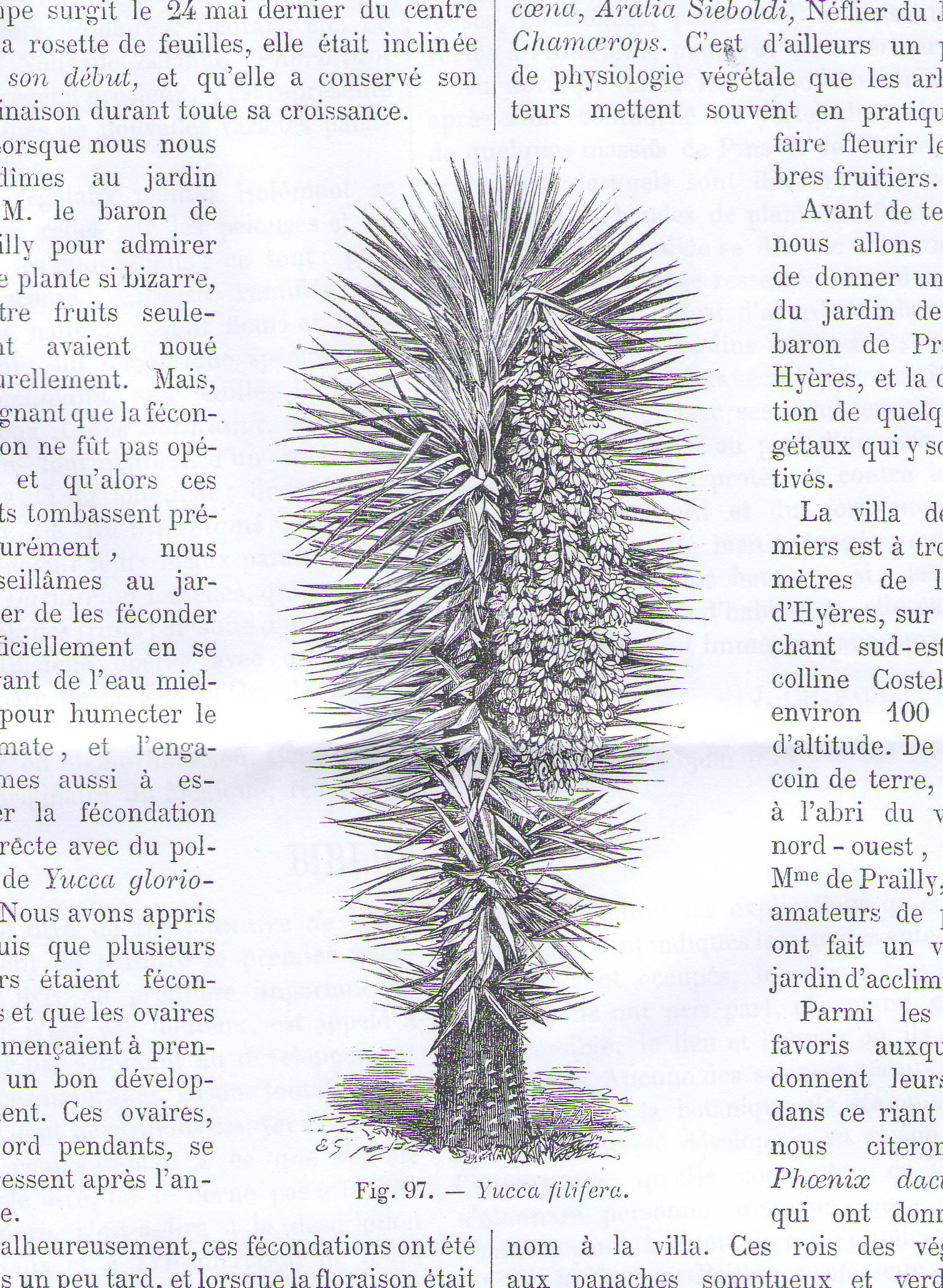
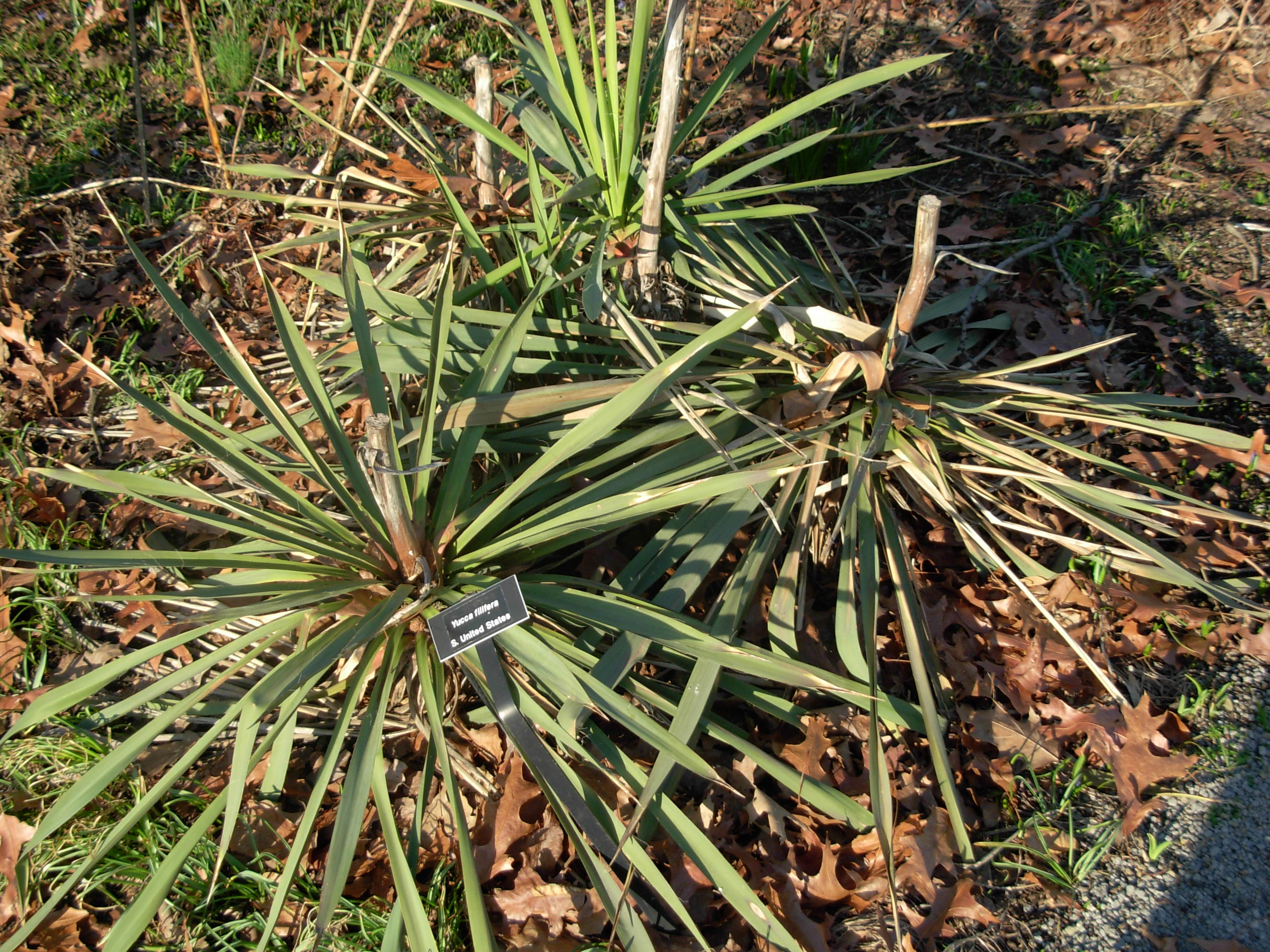
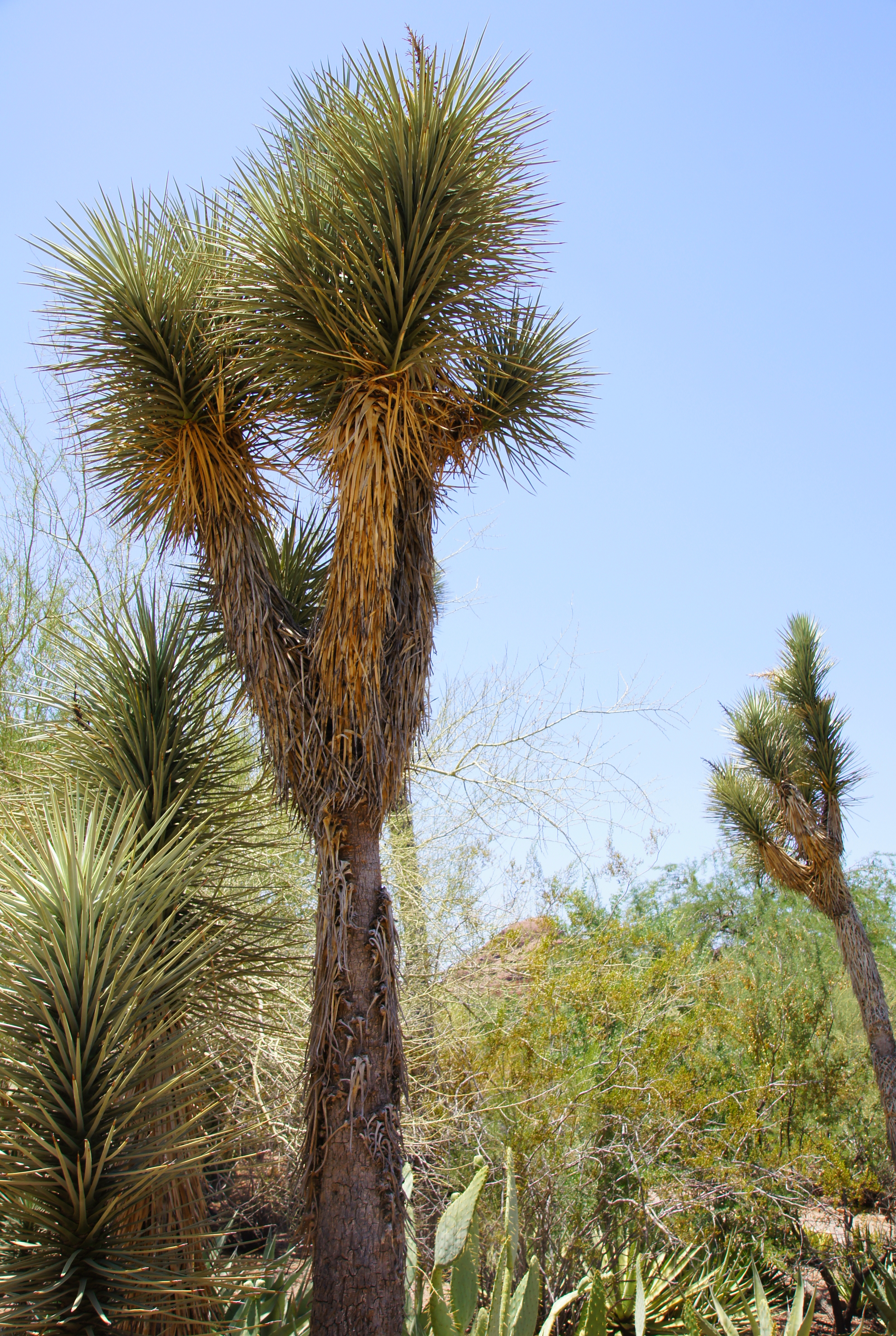